# Ha Ji-won
Ha Ji-won (* 28. Juni 1978 in Seoul als Jeon Hae-rim) ist eine südkoreanische Schauspielerin und Sängerin.

## Leben
Ha Ji-won begann ihre Karriere mit Nebenrollen in Fernsehproduktionen. Der Durchbruch gelang ihr 2002 mit der Hauptrolle in dem Horrorfilm The Phone, der thematisch und vom Stil her einer ganzen Sparte von Horrorfilmen ähnelte, die zu dieser Zeit in Ostasien produziert wurden. Für ihre Leistung wurde sie als beste Schauspielerin für den Blue Dragon Film Award nominiert. Dieser Erfolg sicherte ihr viele weitere Filmangebote sowie einen „Big Star“-Status. Ein weniger erfolgreicher Versuch als Sängerin fiel in das gleiche Jahr.
Ha wird in Asien „Queen of Scary Movies“ genannt und gewann für die im Jahr 2004 entstandene TV-Mini-Serie Memories of Bali den Paeksang Arts Award als beste Schauspielerin.
Zudem spielte sie an der Seite von Hyun Bin die Hauptrolle in der Serie Secret Garden (2010–2011).
2017 spielte sie eine Hauptrolle als Attentäterin in John Woos Thriller Manhunt, einem Remake des japanischen Films Notwehr (1976), der wiederum eine Adaption des Romans Kimi Yo Funnu No Kawa O Watare ist.
Ihr jüngerer Bruder Jeon Tae-su war ebenfalls ein bekannter Fernsehschauspieler. Er verstarb am 21. Januar 2018 im Alter von 33 Jahren.

## Filmografie (Auswahl)

### Filme
- 1999: Truth or Dare
- 2000: Ditto
- 2000: Nightmare – The Horror Game Movie (가위 Gawi)
- 2002: The Phone
- 2002: Sex is Zero
- 2003: Reversal of Fortune
- 2004: 100 Days with Mr. Arrogant
- 2004: Love, So Divine
- 2005: Daddy Long Legs
- 2005: Duelist
- 2007: Miracle on 1st Street
- 2009: Tsunami – Die Todeswelle
- 2010: Sector 7
- 2012: The King
- 2012: As One
- 2014: The Huntresses
- 2015: Chronicle of a Blood Merchant (허삼관 Heo Samgwan)
- 2016: Life Risking Romance (목숨 건 연애)
- 2017: Notwehr (追捕 Zhuībǔ)
- 2020: Dambo (담보)

### Fernsehserien
- 2010–2011: Secret Garden
- 2013–2014: Empress Ki (기황후)
- 2015: The Time We Were Not In Love (너를 사랑한 시간)
- 2019–2020: Chocolate